# Stéfano Yuri
Stéfano Yuri Gonçalves Almeida, meglio noto come Stéfano Yuri (Sete Lagoas, 27 aprile 1994), è un calciatore brasiliano, attaccante del Samambaia.

## Carriera
Cresciuto nel settore giovanile del Santos, ha esordito in prima squadra il 30 gennaio 2014 disputando l'incontro del Campionato Paulista vinto 5-1 contro il Corinthians.

## Statistiche

### Presenze e reti nei club
Statistiche aggiornate al 26 agosto 2021.
| Stagione        | Squadra           | Campionato      | Campionato | Campionato | Coppe nazionali | Coppe nazionali | Coppe nazionali | Coppe continentali | Coppe continentali | Coppe continentali | Altre coppe | Altre coppe | Altre coppe | Totale | Totale |
| Stagione        | Squadra           | Comp            | Pres       | Reti       | Comp            | Pres            | Reti            | Comp               | Pres               | Reti               | Comp        | Pres        | Reti        | Pres   | Reti   |
| --------------- | ----------------- | --------------- | ---------- | ---------- | --------------- | --------------- | --------------- | ------------------ | ------------------ | ------------------ | ----------- | ----------- | ----------- | ------ | ------ |
| 2014            | Santos            | A1/SP+A         | 8+8        | 2+0        | CB              | 3               | 0               |                    | -                  | -                  |             | -           | -           | 19     | 2      |
| 2015            | Náutico           | A1/PE+B         | 1+4        | 0+1        | CB              | 4               | 0               |                    | -                  | -                  |             | -           | -           | 9      | 1      |
| 2017            | Vila Nova         | PD/GO+B         | 3+0        | 0          |                 | -               | -               |                    | -                  | -                  |             | -           | -           | 3      | 0      |
| 2018            | São Caetano       | A1/SP           | 3          | 0          |                 | -               | -               |                    | -                  | -                  |             | -           | -           | 3      | 0      |
| lug.-dic. 2020  | Nakhon Pathom Utd | T2              | 2          | 0          |                 | -               | -               |                    | -                  | -                  |             | -           | -           | 2      | 0      |
| Totale carriera | Totale carriera   | Totale carriera | 30         | 3          |                 | 7               | 0               |                    | -                  | -                  |             | -           | -           | 37     | 3      |